# 博士（図書館情報学）
博士（図書館情報学）（はくし・はかせ としょかんじょうほうがく）、または博士（図書館・情報学）は、日本の博士の学位であり、図書館情報学に関する専攻分野を修めることによって、1991年以降に日本の大学で授与されるものである。
1991年以前の日本では授与されておらず（「図書館情報学博士」という学位の種類は日本では規定されていない）、図書館情報学を修めた者には教育学博士等が授与されていた。
英語圏においては、各国による学位制度に違いがあるものの、Doctor of Philosophy in Library and Information Science（Ph.D. in Library and Information Science）が、博士（図書館情報学）に相当する。

## 授与大学
2008年現在で、以下の大学が「博士（図書館情報学）」を授与している。
- 筑波大学（2004年3月までは 図書館情報大学）
- 愛知淑徳大学

以下の大学は「博士（図書館・情報学）」を授与している。
- 慶應義塾大学